# Echeveria laui
Echeveria laui é uma planta suculenta perene de crescimento lento nativa do estado de Oaxaca, no México. É uma planta decorativa, popular devido à sua cor rosa distinta.